# Prejmer

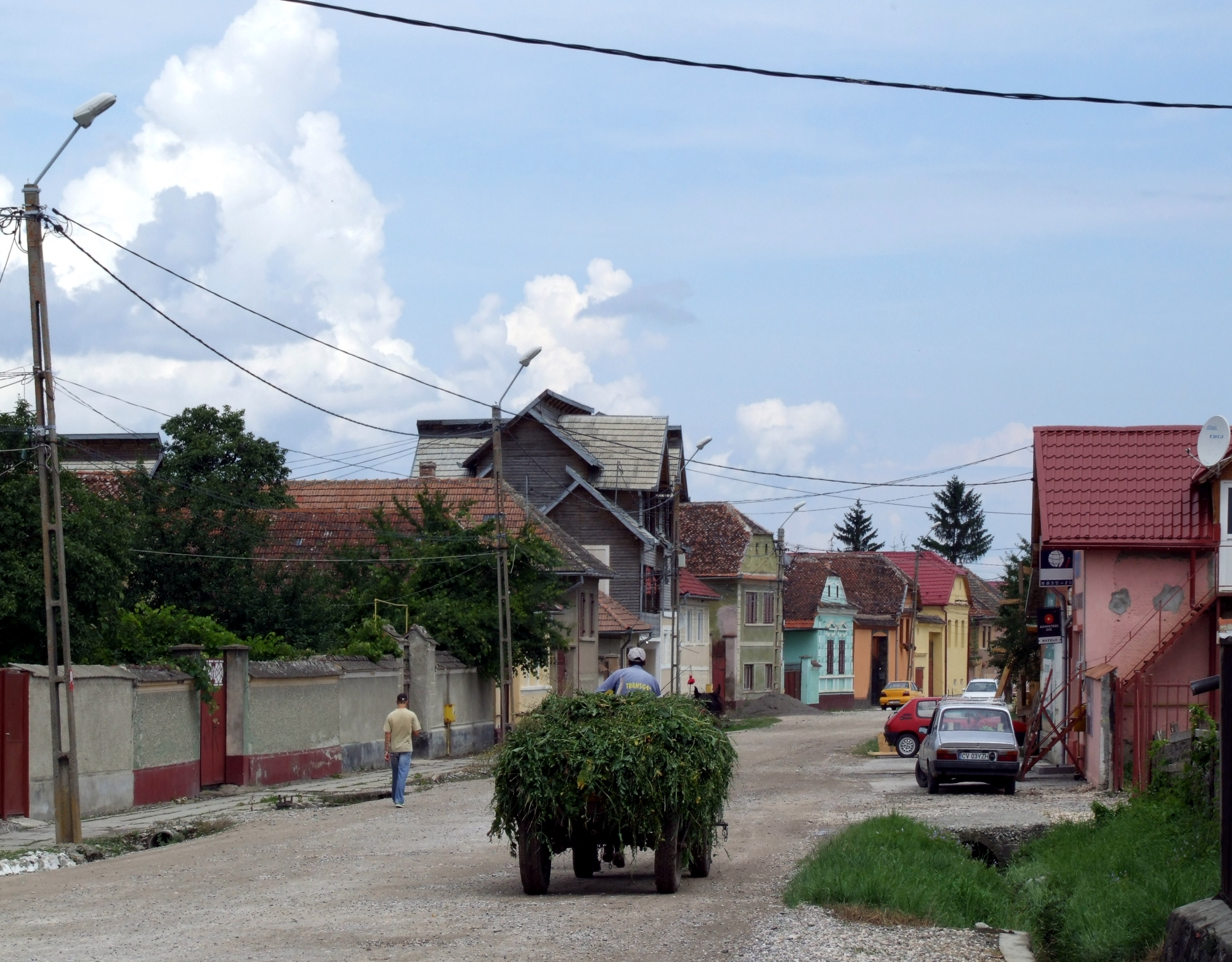
Ulica w Prejmer

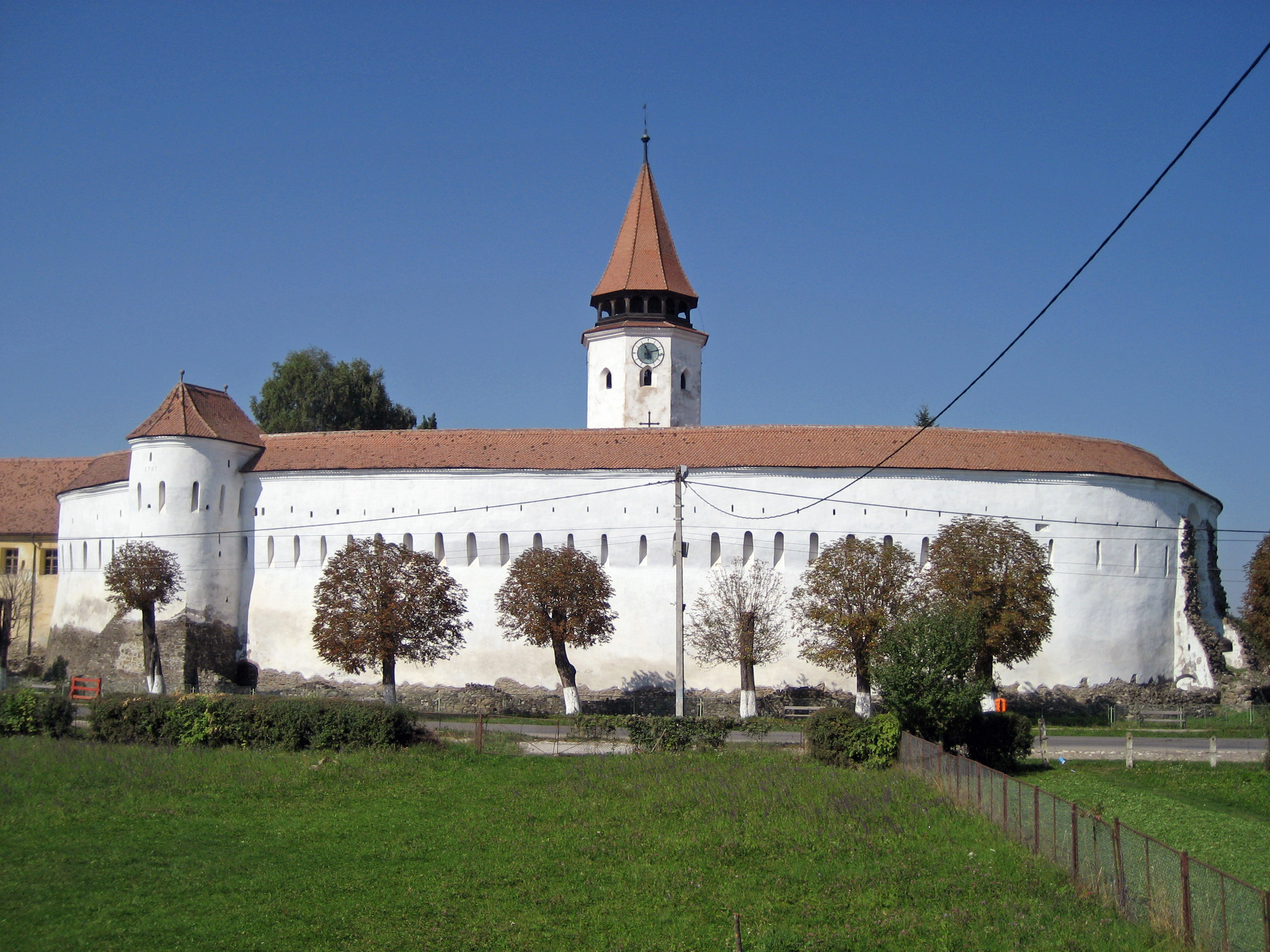
Kościół warowny w Prejmer

Prejmer (niem. Tartlau, węg. Prázsmár) – miejscowość w Rumunii położona w południowo-wschodniej części Siedmiogrodu w okręgu Braszów (ok. 20 km na północny wschód od Braszowa, w regionie zwanym Burzenland). W przeszłości zamieszkana głównie przez Sasów siedmiogrodzkich. Znana ze znajdującego się w niej jednego z charakterystycznych dla tego regionu kościołów warownych. Wraz z sześcioma innymi wsiami siedmiogrodzkimi znajduje się od 1999 r. na liście światowego dziedzictwa UNESCO.

## Historia
Wieś, położona w Burzenlandzie, w początkach XIII w. znajdowała się na terenach przekazanych krzyżakom, którzy wznieśli tutaj pierwszy kościół. Pierwszy raz w źródłach jej nazwa pojawia się w dokumencie, na mocy którego król węgierski Bela IV przekazał ją cystersom. Wielokrotnie niszczona, zarówno przez najazdy tatarskie i tureckie, jak i w trakcie waśni pomiędzy władcami Siedmiogrodu i sąsiednich krain rumuńskich. 
Wieś zamieszkana była przez stulecia głównie przez Sasów (według spisu z 1910 mieszkało tutaj 3580 osób, w tym 2066 Niemców, 1336 Rumunów, 123 Węgrów i 55 Romów), którzy jednak wyemigrowali stąd w znakomitej większości pod koniec XX w. Ich miejsce zajęła ludność rumuńska i cygańska.
Ostatni spis z 2002 roku wykazał, iż w Prejmer mieszka 8316 osób, w tym 7612 Rumunów, 375 Romów, 216 Węgrów i 110 Niemców; 7758 to prawosławni, 134 ewangelicy, 129 katolicy a 118 kalwini.

## Kościół warowny
Budowę pierwszego kościoła w Prejmer rozpoczęli w 1218 r. krzyżacy, a kontynuowali później cystersi – powstała świątynia na planie krzyża greckiego, z wielobocznymi zamknięciami ramion i wysoką wieżą (przechodzącą w ośmiobok) nad skrzyżowaniem naw. Przebudowa kościoła nastąpiła w 2. połowie XV i na początku XVI w., gdy nadano mu kształt krzyża łacińskiego (poprzez przedłużenie nawy zachodniej, której dano sklepienie sieciowe). Mniej więcej z tego okresu pochodzą najcenniejsze zabytki ruchome z wnętrza kościoła – gotycki tryptyk ze scenami pasyjnymi i wczesnorenesansowe stalle.
Kościół w Prejmer już od XIII w. miał charakter obronny, stopniowo umacniany. Z tego względu stanowi on jeden z typowych kościelnych zespołów warownych charakterystycznych dla regionu. Wokół kościoła wzniesiono potężne mury obronne, po kolejnych rozbudowach sięgające nawet 14 m wysokości, jednocześnie bardzo grube. Mieszczą w sobie od strony wewnętrznej 270 pomieszczeń rozmieszczonych na kilku kondygnacjach (od 2 do 4). Służyły one jako schronienie dla mieszkańców wsi i ich dobytku na wypadek zagrożenia. Efektowne jest rozwiązanie dostępności tych pomieszczeń, na które składają się liczne drewniane schodki i galeryjki biegnące po licu murów. Po szczycie murów, pod dachem, biegnie przez cały ich obwód korytarz obronny z otworami strzelniczymi. W XVI w. kompleks rozbudowano, dobudowując od południowego wschodu otoczony niższymi już murami dodatkowy dziedziniec z budynkiem szkoły gminnej (wybudowane wówczas mury obronne zyskały renesansową attykę). Znajdowały się tu również piekarnia i młyn wodny, który napędzała woda z potężnej fosy, otaczającej całe założenie.

## Literatura
- Ryszard Brykowski, Tadeusz Chrzanowski, Marian Kornecki: Sztuka Rumunii. Wrocław – Warszawa – Kraków – Gdańsk: Zakład Narodowy imienia Ossolińskich Wydawnictwo, 1979, s. 107, 127, 132, 133. ISBN 83-04-00121-7.
- Łukasz Galusek, Aleksandru Dumitru, Tomasz Poller: Transylwania. Twierdza rumuńskich Karpat. Kraków: Wydawnictwo Bezdroża, 2003, s. 321–324. ISBN 83-918869-0-5.
- Witold Korsak, Jacek Tokarski: Rumunia. Bielsko-Biała: Pascal, 2004, s. 353–354. ISBN 83-7304-380-2.
- Łukasz Galusek, Michał Jurecki: Rumunia. Przestrzeń – sztuka – kultura. Olszanica: Wydawnictwo BoSz, 2008, s. 40–41, 44–45. ISBN 978-83-7576-038-5.